# Ziomara Morrison
Ziomara Esket Morrison Jara (Santiago del Cile, 15 febbraio 1989) è una cestista cilena.

## Carriera

### Club
Ziomara Morrison, figlia di un ex giocatore panamense, gioca con l'Universidad Católica de Chile dall'età di undici fino a quindici anni, quando si trasferisce in Italia.
In Italia gioca nella Pallacanestro Ribera, prima nel settore giovanile e nella stagione 2007-08 in prima squadra in Serie A1.
Nel 2009 passa in Spagna al Sedis Basquet e nella stagione 2009-2010 all'Aros León nella Liga Femenina de Baloncesto-2 spagnola.
Nell'agosto 2010 si accasa al CB Ciudad de Burgos che milita nella Liga Femenina de Baloncesto-2.

### Nazionale
Milita nella Nazionale di pallacanestro femminile del Cile sin dalle giovanili, con la quale ha partecipato ai South American  Championship for Women Under 17 del 2005, dove è stata miglior realizzatrice, miglior rimbalzista, miglior stoppatrice e MVP.
Con la Nazionale maggiore partecipa ai Campionati sudamericani 2006, Campionati americani 2007, Campionati sudamericani 2008 (vincendo la medaglia di bronzo), Campionati americani 2009, Campionati sudamericani 2010.